# EF-470
A EF-470 é uma ferrovia de ligação que interliga Três Corações a Cruzeiro, oriunda da Estrada de Ferro Minas e Rio (EFMR). Deste trecho existe, para fins turísticos, o Trem das Águas, ligando as cidades de Soledade de Minas e São Lourenço, e o Trem da Serra da Mantiqueira em Passa-Quatro, ambos operados pela ABPF.